# Barry Sussman
Barry Sussman (Brooklyn, 10 luglio 1934 – Rockville, 1º giugno 2022) è stato un giornalista, scrittore e sondaggista statunitense che si è occupato principalmente di questioni di ordine pubblico. Era redattore al Washington Post al momento dell'irruzione del Watergate e ha supervisionato gran parte dei rapporti sullo scandalo.

## Biografia
Nato a Brooklyn, New York, Barry Sussman lavorò, dopo aver conseguito una laurea in inglese e storia al Brooklyn College nel 1956, per un'agenzia pubblicitaria di New York City. Iniziò la carriera giornalistica nel 1960 come reporter presso il Bristol Herald Courier, quotidiano con una tiratura di circa 25.000 copie. Se ne andò dopo 16 mesi ma tornò presto come caporedattore prima di entrare a far parte del Washington Post nel 1965.
All'epoca dello scandalo Watergate era caporedattore cittadino del Washington Post e fu distaccato per dirigere la copertura che portò il giornale a ricevere il Premio Pulitzer per il servizio pubblico nel 1973. Mentre inizialmente era uno stretto supervisore dei giornalisti Bob Woodward e Carl Bernstein coinvolti nella copertura del Watergate da parte del Post, Sussman in seguito si allontanò da loro.
Dopo il Watergate, fondò i sondaggi del Washington Post, progettando e conducendo sondaggi di opinione e riportando i risultati. Nel 1981 fu incaricato per il Post di dirigere il sondaggio Washington Post/ABC News, progettando nuovamente sondaggi. Sussman lasciò il Post nel 1987 per diventare caporedattore per le notizie nazionali presso United Press International (UPI), responsabile di 800 giornalisti negli Stati Uniti e altri 40 nell'ufficio di Washington dell'UPI. Tuttavia, lasciò l'UPI dopo meno di un anno e divenne un sondaggista indipendente, continuando a concentrarsi su questioni di ordine pubblico. I suoi clienti includevano associazioni di categoria, l'AFL-CIO e altri gruppi di interesse. Negli anni '90 è diventato attivo come consulente internazionale per i media, con incarichi presso giornali in Spagna, Portogallo e sette paesi dell'America Latina. Dal 2003 al 2012 è stato redattore di Nieman Watchdog, un progetto della Nieman Foundation for Journalism presso l'Università di Harvard, incentrato sulla cronaca di politica pubblica. È stato membro del consiglio di amministrazione del gruppo Innovation Media Consulting.
Sussman fu uno dei giornalisti raccontati su Investigating Power, un sito web che copre eventi della recente storia americana.
Nel settembre 2011, Sussman ricevette un premio alla carriera dal Brooklyn College.  Tra gli altri premi, Sussman fu nominato redattore dell'anno dalla Washington-Baltimore Newspaper Guild per il suo lavoro sul Watergate.
Sussman morì il 1º giugno 2022 all'età di 87 anni nella sua casa di Rockville, nel Maryland, a causa di un'emorragia gastrointestinale.

## Opere
- The Great Coverup: Nixon and the Scandal of Watergate ISBN 0-9831140-0-5 ISBN 0-451-62130-1.[16] Il libro[17][18] è stato nominato dal New York Times come uno dei migliori libri dell'anno nel 1974.[19]
- What Americans Really Think, Pantheon, 1988 ISBN 978-0-394-56303-9.[20]
- Maverick: A Life in Politics, Little, Brown, 1995 ISBN 978-0-316-92814-4.[21] Il libro fu scritto con e sull'ex senatore e governatore degli Stati Uniti del Connecticut, Lowell P. Weicker Jr.[20]

## Vita privata
Era sposato con Peggy Earhart. La coppia ebbe due figli.